# Орден «Карлос Мануэль де Сеспедес»
Орден «Ка́рлос Мануэ́ль де Се́спедес» — государственная награда Республики Куба, один из трёх высших орденов, наряду с орденами «Хосе Марти» и «Плайя Хирон».

## История
Орден назван в честь национального героя Карлоса Мануэля Сеспедеса, ключевой фигуры Десятилетней войны и борца за независимость Кубы от испанских колонизаторов.
Учрежден Декретом № 486 от 18.04.1926 г., поправки внесены Законом № 586 от 07.10.1959 г. Вхождение в новую наградную систему подтверждено Декретом-законом №30 Государственного совета Республики Куба «О наградах, почетных званиях и знаках отличия» от 10.12.1979 г.
В иерархии кубинских орденов занимает №2.
Вручается кубинским и иностранным гражданам, главам государств и правительств, политическим, государственным и другим выдающимся деятелям иностранных государств за заслуги в национально-освободительной борьбе, проявление солидарности с кубинской революцией, большой вклад в укрепление мира.

## Описание
Аверс выполнен в виде пятиконечной звезды с лучами покрытыми белой эмалью, с золотыми и красными лучами.В центре звезды располагается круглый медальон с изображением Карлоса Мануэля де Сеспедеса и надписью по диаметру «CARLOS MANUEL DE CESPEDES 1868».   
Знак при помощи ушка прикрепляется к пятиугольной колодке, обтянутой шёлковой муаровой лентой с полосами синего (1/2 ширение), красного, белого и синего (по 1/6 ширения).
| Кавалер Большого Креста | Гранд-офицер | Командор | Офицер | Кавалер |

| Планка с 1979 года |
|                    |

## Известные награждённые личности
- Честер Нимиц — адмирал флота, главнокомандующий Тихоокеанским флотом США во время Второй мировой войны (с середины декабря 1941 года).
- Эрнест Хемингуэй (1954) — американский писатель, Нобелевский лауреат.
- Леонид Ильич Брежнев (1981) — советский государственный и партийный деятель.
- Иван Васильевич Архипов (1986) — советский государственный деятель[2].
- Жоржи Амаду (1988) — бразильский писатель.
- Хаге Гейнгоб (1994) — намибийский политический и государственный деятель.
- Хуан Мигель Гонсалес Кинтана (2000) — отец кубинского мальчика, «возвращённого» из США на Кубу.
- Уго Чавес (14 декабря 2004) — венесуэльский государственный и военный деятель[3].